# Rhytidarex buddlei
Rhytidarex buddlei är en snäckart som först beskrevs av Powell 1948.  Rhytidarex buddlei ingår i släktet Rhytidarex och familjen Rhytididae. Inga underarter finns listade i Catalogue of Life.